# Santana (pomme)
Pour les articles homonymes, voir Santana.
Santana est un cultivar de pommier domestique (Malus Pumila Santana). La Santana est une pomme à pelure rouge, croquante et acidulée.

## Droits
Santana est une variété enregistrée par l'Union Européenne:
- numéro de référence: 3725
- date d'application: 09/04/1996

## Origine
Wageningue aux Pays-Bas (1978).

## Parenté
Elstar x Priscilla

## Caractéristiques
Bonne pomme à croquer avec la pelure.
Elle est hypoallergénique.

## Culture
La Santana est très appropriée aux petits jardins familiaux car elle ne nécessite pas ou très peu de traitements fongiques; la forme fuseau peut se planter à seulement un bon mètre de distance.
- Porte-greffe : Dans les petits jardins familiaux on utilisait généralement un porte-greffe nanifiant de type M9; aujourd'hui pour une meilleure productivité et une résistance au feu bactérien, on utilise le G.41[2] .
- Maladies : Résistance génétique (Vf) aux races communes de tavelure.
- Groupe de floraison C (longue B-C-D)
- Pollinisateurs : Red Windsor, Red Topaz, Topaz, etc.
- Maturité : fin septembre.
- Conservation : de septembre à décembre.